# 7304 Namiki
A 7304 Namiki (ideiglenes jelöléssel 1994 AE2) egy marsközeli kisbolygó. Kobajasi Takao fedezte fel 1994. január 9-én.